# Лофа
Лофа е окръг в Либерия, с площ 9978 km², а населението, според преброяването през 2008 г., е 276 863 души. В окръга е разположена най-високата планина в Либерия – Уутеве. Разположен е в северозападната част на страната и граничи с Гвинея и Сиера Леоне. Столица на окръга е град Войнджама. Лома се дели на 6 района.
Много хора напуснали окръга като бежанци през 1999 и 2000, когато станал главното огнище на боевете от Либерийската гражданска война. Червеният кръст съобщава, че през януари 2004, много хора започнали да се връщат от бежанските лагери в съседните Сиера Леоне и Гвинея.